# Zacharias Liljefors
Zacharias Liljefors, född 17 januari 1775 Götene, död 19 januari 1818 i Kungsholms församling, Stockholm, var en svensk orgelbyggare i Stockholm.

## Biografi
Zacharias Liljefors föddes 1775 i Götene. Han var son till fältväbeln Sven Liljefors och Maria Gröndahl (död 1793). Han blev 1797 lärling hos Johan Ewerhardt den äldre i Skara. Han var mellan 1808 och 1811 gesäll hos orgelbyggaren Olof Schwan i Stockholm och sedan gesäll hos orgelbyggaren Johan Ewerhardt den yngre i Stockholm. 1812 flyttade han till Vindruvan 1.1815 flyttade familjen till Murarmästaren 4 och Liljefors började 1816 arbeta som självständig orgelbyggare. 1817 flyttade de till Vattuormen 5. Han avled 19 januari 1818 i Stockholm.

### Familj
Liljefors gifte sig den 5 oktober 1815 i Kungsholms församling, Stockholm med Lovisa Charlotta Schütz, född 9 september 1782. De fick sonen Zacharias Emanuel (1810–1865) och dottern Apollonia Kristina (född 1816).

## Gesäller
- 1817 - Carl Johan Engren (1775–1818[17]), var orgelbyggarelev.
- 1818 - Lorens Fredrik Nordstedt (1770–1828).[18][19] Han var informationsmästare.

## Orglar
| År   | Ursprunglig kyrka | Stift     | Bild | Manualer | Pedal | Stämmor | Bevarad orgel/fasad | Övrigt                                                              |
| ---- | ----------------- | --------- | ---- | -------- | ----- | ------- | ------------------- | ------------------------------------------------------------------- |
| 1814 | Botkyrka kyrka    | Strängnäs |      |          |       | 121⁄2   | Nej/Nej             | Påbörjad av Olof Schwan. Tillsammans med Johan Ewerhardt den yngre. |
| 1817 | Ytterjärna kyrka  | Strängnäs |      |          |       | 8       |                     | Byggdes tillsammans med Lorens Fredrik Nordstedt.                   |